# Antrax

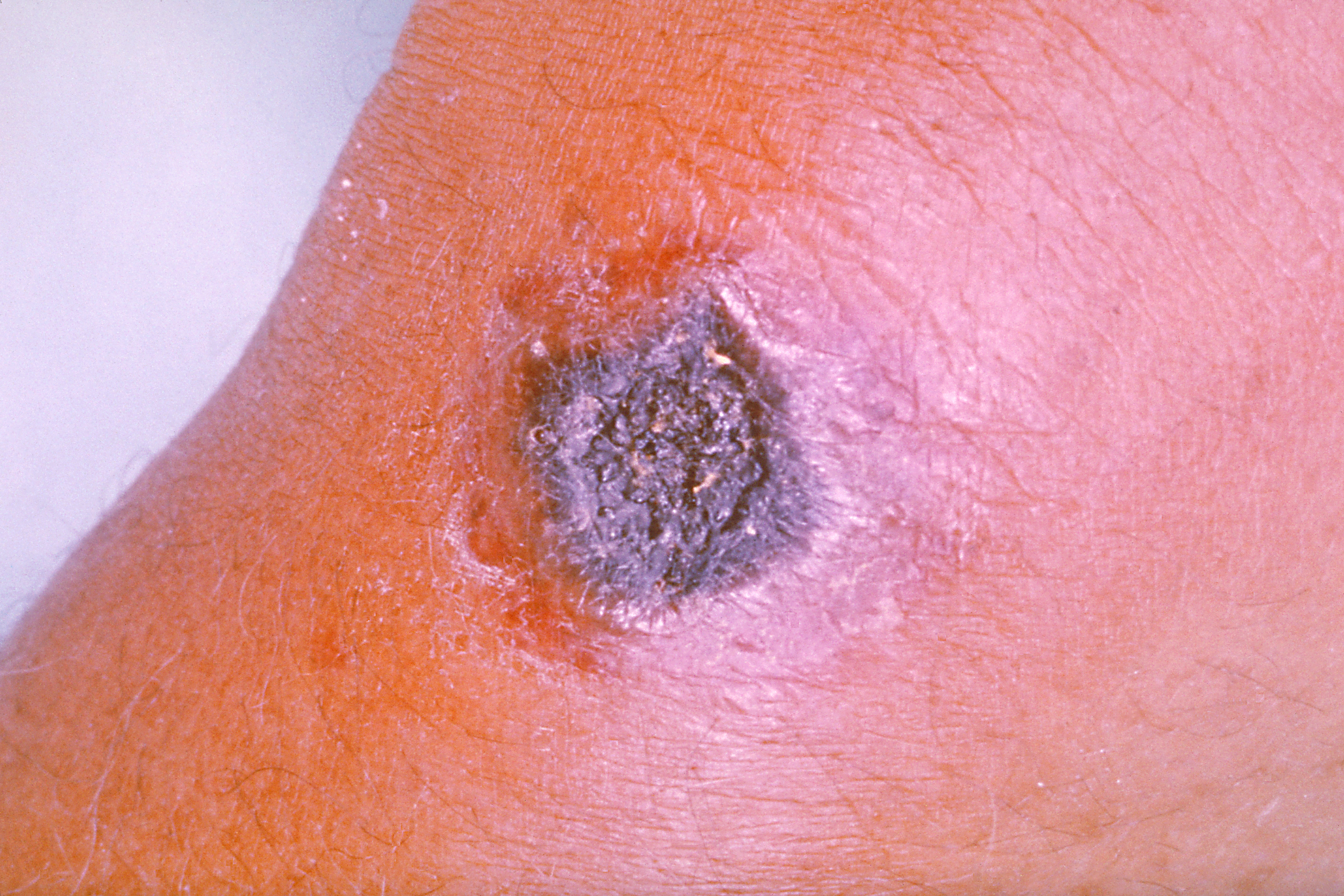
Antrax, forma cutanată

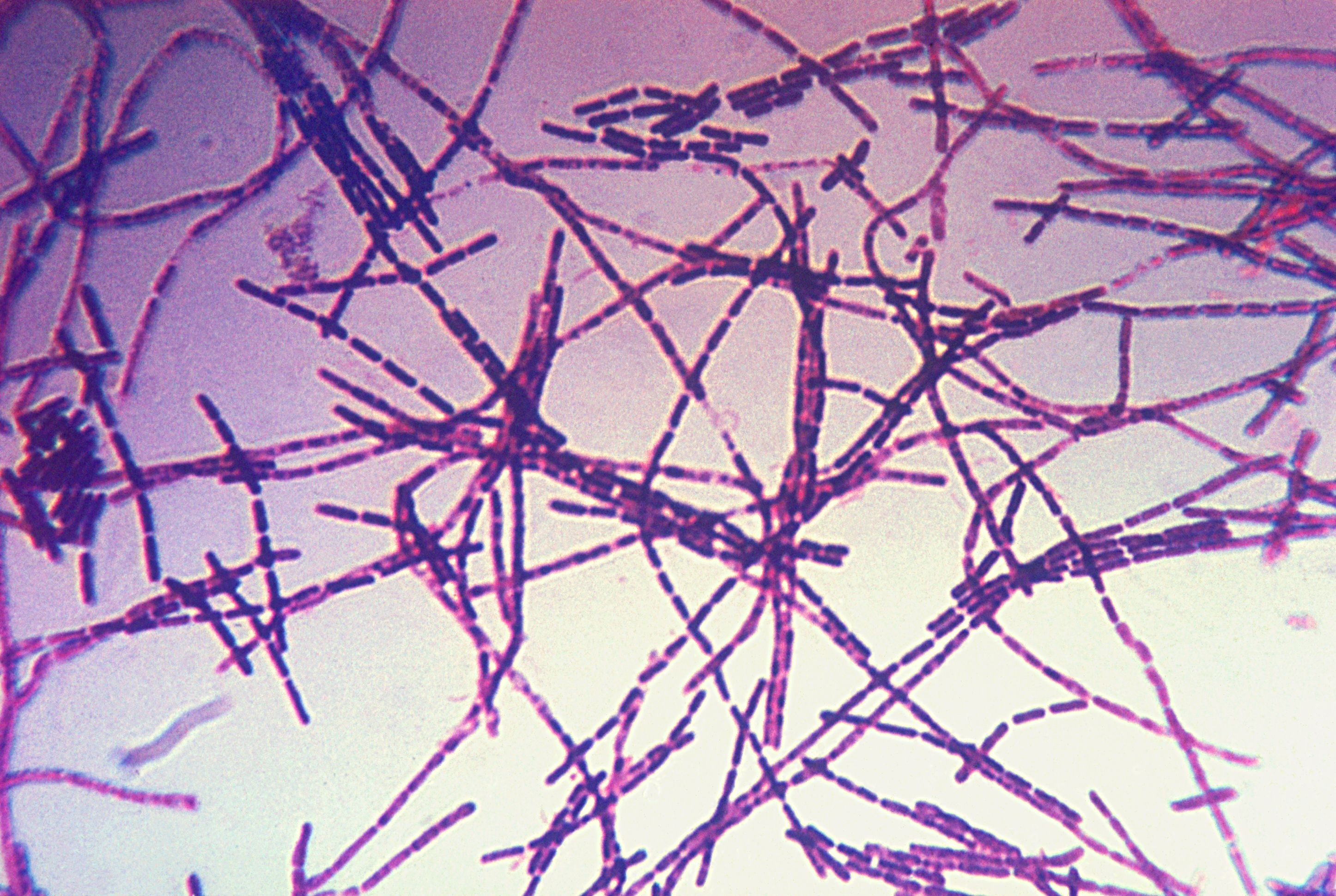
Bacillus anthracis

Antraxul, cărbunele, buba neagră sau dalac este o boală infecțioasă produsă de Bacillus anthracis, boala este o zoonoză (boală transmisibilă între oameni și animale ), fiind întâlnită mai frecvent la paricopitate ( bovine, caprine, ovine).

## Agentul etiologic
Agentul patogen al bolii a fost descoperit în anul 1849 de medicul german Aloys Pollender, fiind un bacil aerob, sporulat, sub formă de bastonașe, Gram pozitiv, în forma vegetativă fiind capsulat (capsulă care-l protejează în sânge de fagocitare).

### Răspândire
Antraxul sau dalacul este răspândit pe tot globul boala având o incidență mai mare în locurile umede, mlaștini, zone inundabile, unde pot fi transportați sporii bacteriei (forma de rezistență) care provin din cadavrele animalelor îmbolnăvite de antrax.
În asemenea regiuni infectate prin spori, bacilul antraxului poate să persiste în pământ zeci de ani, aceste locuri fiind denumite pășuni blestemate cu îmbolnăviri mai numeroase în primăvară și în anii cu precipitații abundente.

### Istoric
Boala este amintită în Biblie, la greci din timpul lui Homer, sau la romani din timpul lui Ovidiu, medicii arabi numesc boala apărută la om focul persic.
Existența bolii la animale sălbatice este observată din secolul IX de atunci este considerată ca o boală cu forme epidemice.
Bacilul antraxului este descris de Robert Koch 1877, ulterior s-a încercat prin diferite experimentări germane, engleze, sovietice și americane folosirea bacilului antraxului, ca și agentul pestei (Yersinia pestis) ca armă biologică în războaie, sau de organizații fundamentaliste prin actele de terorism.

## Simptomele bolii

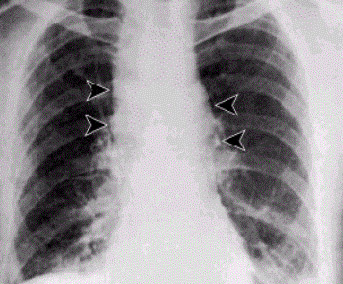
Forma pulmonară de antrax

1. Forma cutanată (vezicule, ulcer și necroza pielii) este o formă mai ușoară, locul de pătrundere al bacilului în organism fiind pielea care a ajuns în contact cu agentul patogen, această formă netratată (cu penicilină) cauzează o mortalitate între 5 și 20 %. prin septicemie
2. Forma pulmonară (boala scărmănătorilor de lână) calea de pătrundere a sporilor bacilului în organism fiind plămânul, boala se manifestă prin tuse, febră mare, frisoane, insuficiență respiratorie, lichidul de secreție răspândit prin tuse fiind foarte infecțios. Este o formă gravă a bolii cu o mortalitate ridicată prin septicemie, între 3 și 6 zile după infectare.
3. Forma digestivă agentul patogen pătrunde pe cale orală prin consum de carne infectată, cu apariția diareii hemoragice, germenii intrați în sânge pot produce septicemie, cu insuficiențe grave cardiace, renale, (edeme, hemoragii și necroze în organe) cu o mortalitate de 50 %. (tratament cu antibiotice cu spectru larg).

## Prevenție
Se iau măsuri de precauție pentru a evita contactul cu pielea și orice lichide care provin din deschiderile naturale ale corpului unui corp decedat care este suspectat de adăpostirea antraxului. Corpul trebuie pus în carantină strictă. O probă de sânge este colectată și sigilată într-un recipient și analizată într-un laborator autorizat pentru a se stabili dacă antraxul este cauza decesului. Corpul trebuie închis într-o pungă etanșă și incinerat pentru a preveni transmiterea sporilor de antrax. Vizualizarea microscopică a bacililor încapsulați, de obicei în număr foarte mare, într-un frotiu de sânge colorat cu albastru de metilen policrom (pata McFadyean) este pe deplin diagnostic, deși cultura organismului este încă standardul de aur pentru diagnostic. Izolarea completă a corpului este importantă pentru a preveni posibila contaminare a altora.
Îmbrăcăminte și echipament de protecție impermeabil, cum ar fi mănuși de cauciuc, șorț de cauciuc și cizme de cauciuc fără perforații, sunt utilizate la manipularea corpului. Nicio piele, mai ales dacă are răni sau zgârieturi, nu trebuie expusă. Este de preferat echipamentul individual de protecție de unică folosință, dar dacă nu este disponibil, decontaminarea se poate realiza prin autoclavare. Echipamentul de unică folosință folosit este ars și / sau îngropat după utilizare. Toate așternuturile sau îmbrăcămintea contaminate sunt izolate în pungi de plastic duble și tratate ca deșeuri cu risc biologic. Se poartă echipament respirator capabil să filtreze particulele mici, precum aparatul respirator de înaltă eficiență aprobat de National Institute for Occupational Safety and Health și Mine Safety and Health Administration.

### Vaccinuri
Vaccinurile împotriva antraxului pentru utilizare la animale și la oameni au avut un loc proeminent în istoria medicinei. Omul de știință francez Louis Pasteur a dezvoltat primul vaccin eficient în 1881. Vaccinurile antrax umane au fost dezvoltate de Uniunea Sovietică la sfârșitul anilor 1930 și în SUA și Marea Britanie în anii 1950. Vaccinul SUA actual aprobat de FDA a fost formulat în anii 1960.
Vaccinurile antrax umane administrate în prezent includ vaccin acelular (Statele Unite) și vaccin atenuat (Rusia). Toate vaccinurile antrax utilizate în prezent prezintă o reactogenitate locală și generală considerabilă (eritem, indurație, durere, febră) și reacții adverse grave apar la aproximativ 1% dintre destinatari. Produsul american, BioThrax, este autorizat de FDA și a fost administrat anterior într-o serie primară cu șase doze la 0, 2, 4 săptămâni și 6, 12, 18 luni, cu rapeluri anuale pentru menținerea imunității. În 2008, FDA a aprobat omiterea dozei de săptămâna 2, rezultând seria recomandată în prezent de cinci doze. Noile vaccinuri de a doua generație în curs de cercetare includ vaccinuri atenuate recombinante și vaccinuri subunitare recombinante. În secolul al XX-lea, utilizarea unui produs modern (BioThrax) pentru a proteja trupele americane împotriva utilizării antraxului în războiul biologic a fost controversată.

## Antibiotice
Antibioticele preventive sunt recomandate celor care au fost expuși. Detectarea timpurie a surselor de infecție cu antrax poate permite luarea de măsuri preventive. Ca răspuns la atacurile antrax din octombrie 2001, Serviciul Poștal al Statelor Unite (USPS) a instalat sisteme de biodetecție (BDS) în instalațiile lor de prelucrare a corespondenței pe scară largă. Planurile de răspuns BDS au fost formulate de USPS împreună cu respondenții locali, inclusiv pompieri, poliție, spitale și sănătate publică. Angajații acestor facilități au fost educați despre antrax, acțiuni de răspuns și medicamente profilactice. Datorită întârzierii inerente obținerii verificării finale a faptului că antraxul a fost utilizat, tratamentul profilactic cu antibiotice al personalului posibil expus trebuie început cât mai curând posibil.